# دايفيد أبوت
دايفيد أبوت (بالإنجليزية: David Abbott)‏ (و. 1938 – 2014 م) هو مؤلف بريطاني، ولد في لندن الكبرى، توفي في لندن، عن عمر يناهز 76 عاماً.

## التعليم
تعلم في كلية ميرتون.